# آندریا پولاک
آندریا پولاک (آلمانی: Andrea Pollack؛ ۸ مه ۱۹۶۱ در شورین – ۱۳ مارس ۲۰۱۹) ورزشکار زن رشتهٔ شنا اهل کشور آلمان شرقی بود. وی در بین سال‌های ‎۱۹۷۶ تا ۱۹۸۰ میلادی در مسابقات بازی‌های المپیک تابستانی در مجموع ۶ مدال، شامل ۳ مدال طلا و ۳ نقره را کسب کرد. وی در ۱۳ مارس ۲۰۱۹ درگذشت.